# Budoradz
Budoradz (niem. Buderose, łuż. Budoraz) – wieś w Polsce położona w województwie lubuskim, w powiecie krośnieńskim, w gminie Gubin.
W latach 1975–1998 miejscowość administracyjnie należała do województwa zielonogórskiego.
Przysiółek położony na prawym brzegu Nysy Łużyckiej, 6 km na północ od Gubina. Jego początki sięgają XIII wieku. W dokumentach pojawiła się po raz pierwszy w 1440 roku jako Buderose, w 1497 Pudrom, a w 1527 powróciła do Buderose. Częściowo była pod lennem joannickiego urzędu zakonnego Friedland - Sękowice, a po części lennem czeskim, a następnie saksońskim i pruskim. W miejscowości wzniesiono pałac w 1637 roku.
Zachowało się pierwotne ukształtowanie zabudowy wsi. Liczy 31 mieszkańców. Jest to przysiółek przyfolwarczny, rzędówka z XVIII wieku, o planie rozbudowanym, zabudowie rozluźnionej z parkiem folwarcznym. W latach 1945–1947 znajdowała się we wsi 33 strażnica WOP.
Cmentarz jeniecki
We wsi istnieją pozostałości po byłym cmentarzu rosyjskich jeńców wojennych z okresu I wojny światowej na którym od września 1914 do lipca 1921 roku chowano jeńców z obozu w Gross Breesen. Na cmentarzu zostało pochowanych 564 żołnierzy, m.in. 266 rosyjskich, 61 włoskich, 22 francuskich, 21 angielskich, 1 Polak i 161 cywilów belgijskich. Na centralnym miejscu cmentarza był pomnik o wysokości około 3 m z godłem państwowym, na jego szczycie osadzona była kula, a na niej krzyż. Na każdej stronie pomnika wyryty był napis w języku rosyjskim, niemieckim, francuskim i angielskim: „W pamięci naszym poległym towarzyszom, którzy w wojnie światowej oddali życie. Niech ich dusze żyją w pokoju”. Stan obecny - całkowicie zniszczony. Pomnik istniał jeszcze po II wojnie światowej.

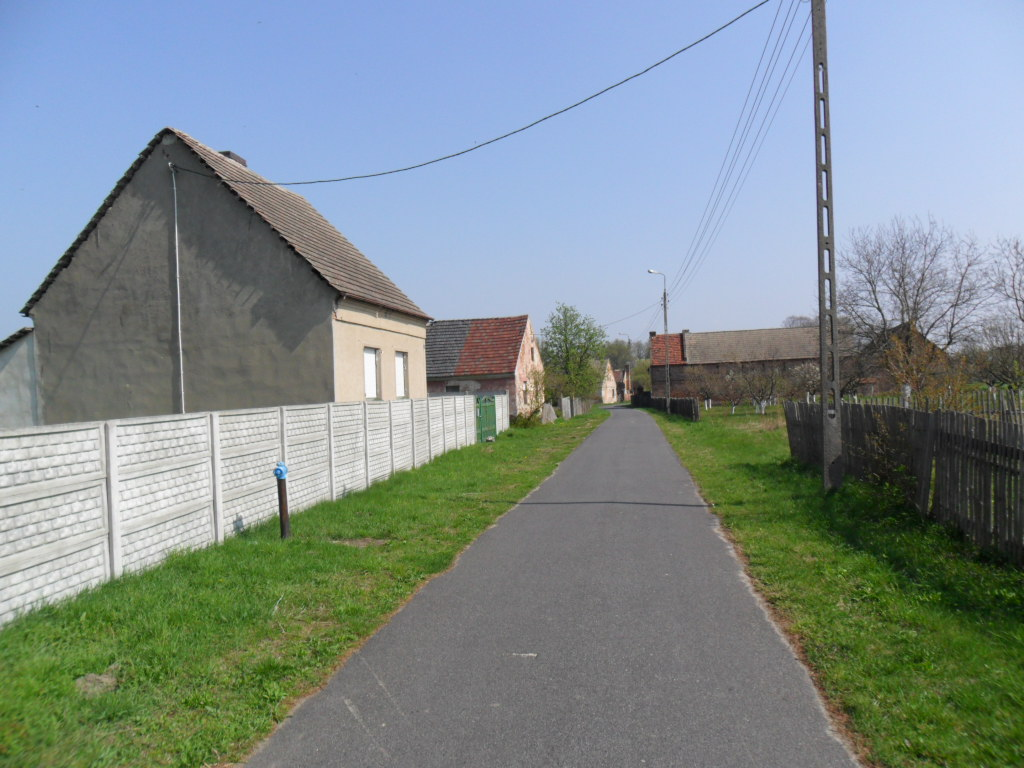
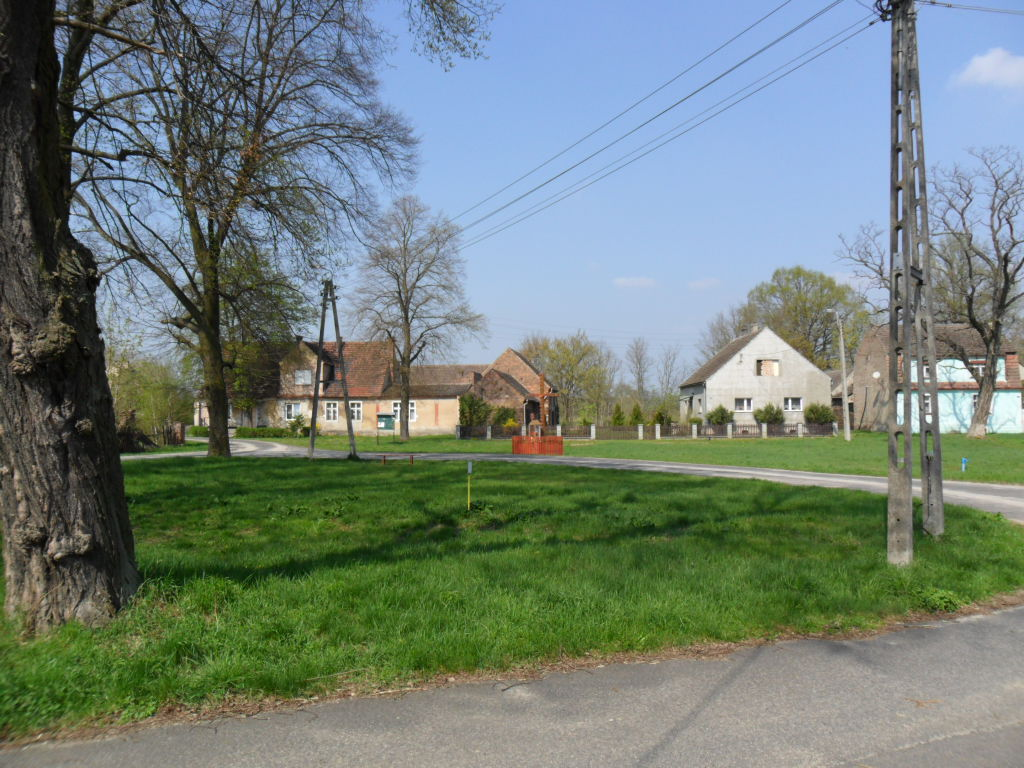